# Stadtwäldchen

Stadtwäldchen

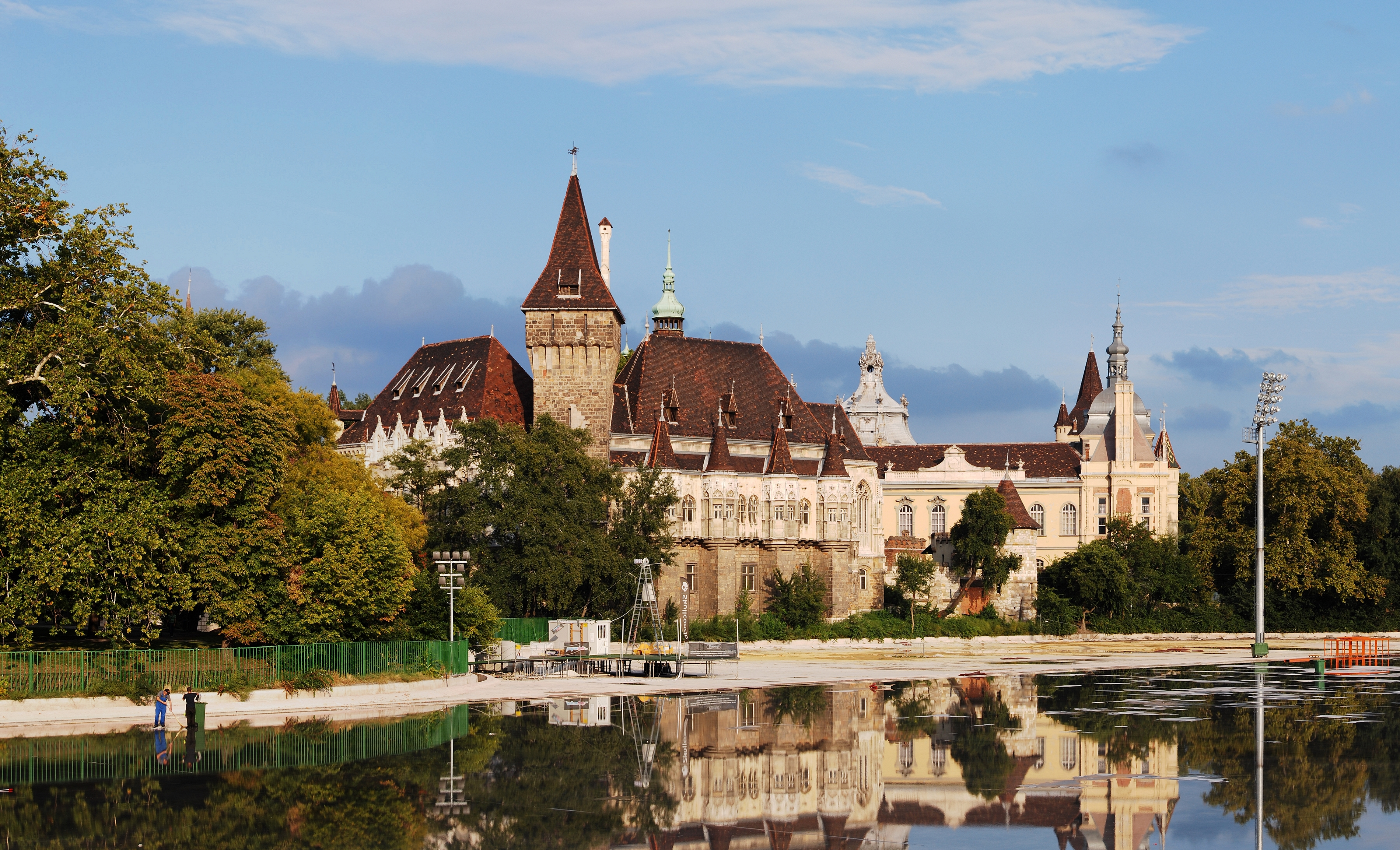
Burg Vajdahunyad (2013)

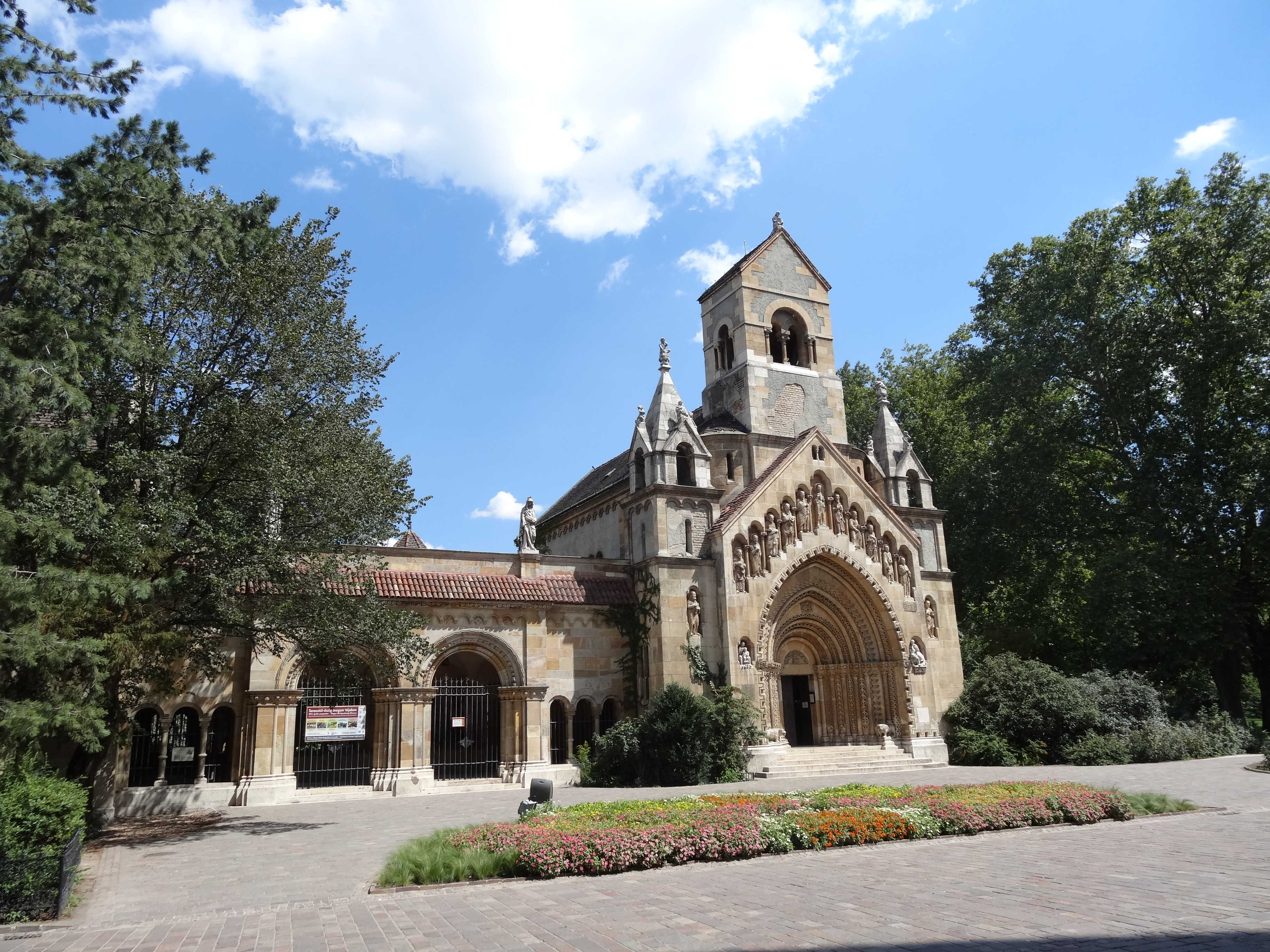
Nachbau der Kirche St. Georg in Ják innerhalb der Burg Vajdahunyad

Das Stadtwäldchen (ungarisch Városliget) befindet sich im XIV. Bezirk der ungarischen Hauptstadt Budapest. Der ab 1817 vom Lübecker Landschaftsgärtner Christian Heinrich Nebbien (1778–1841) angelegte Park ist ein beliebtes Naherholungsgebiet. Es erstreckt sich über eine Fläche von 1,2 km² und war einst eine sumpfige Hügellandschaft. Den südwestlichen Eingang des Parks bildet der Heldenplatz am Ende der Andrássy út. Im nördlichen Teil wird das Stadtwäldchen von der für den Autoverkehr freigegebenen Promenade Kós Károly sétány durchzogen.
Im Lauf der Jahre haben sich auf dem Gelände viele Erholungs- und Kultureinrichtungen angesiedelt.

## Burg Vajdahunyad
Die Burg Vajdahunyad (Vajdahunyad vára) befindet sich vom Heldenplatz aus gesehen auf der rechten Seite. Wie viele Denkmäler und Bauwerke entstand auch die Burg 1896 anlässlich der Feiern zum Millennium des ungarischen Reichs unter Árpád. Der im mittelalterlichen Stil errichtete burgartige Gebäudekomplex mit einem Burgtor, spitzen Türmen, Giebeln und Zinnen diente der aus diesem Anlass veranstalteten Budapester Millenniumsausstellung 1896. Er wurde unter Leitung des ungarischen Baumeisters Ignác Alpár errichtet. Ignác Alpár versuchte die für Ungarn typischen Baustile in seinem Werk zu vereinigen.
Als Ausgangspunkt seiner Planungen nahm er die Feste des Johann Hunyadi, die sich im heute rumänischen Hunedoara befindet. Am Eingang der Burg ist das gotische Burgtor, zu seiner Linken die Kopie eines oberungarischen Turms, und zur Rechten die Kopie des Turms aus dem siebenbürgischen Schäßburg. Bei der Kapelle hinter dem romanischen Flügel auf der Ostseite des Burghofes übernahm Ignác Alpár das Portal der ehemaligen Klosterkirche in Ják eins zu eins. Zum Osten hin schließt die Burg mit einem schlossartigen Gebäudeteil im klassizistischen und Barockstil ab. Sonst bestimmen vornehmlich Elemente aus Nordungarn und Siebenbürgen das Bild der Burg, insbesondere von der Burg Hunedoara.
Der rechts vom Burgtor gelegene Gebäudeteil ist vollständig für das Landwirtschaftsmuseum reserviert. Hier werden bäuerliches Handwerkszeug, Landmaschinen und verschiedene Dokumentationen der ungarischen Land- und Forstwirtschaft ausgestellt.

## Denkmal des Anonymus

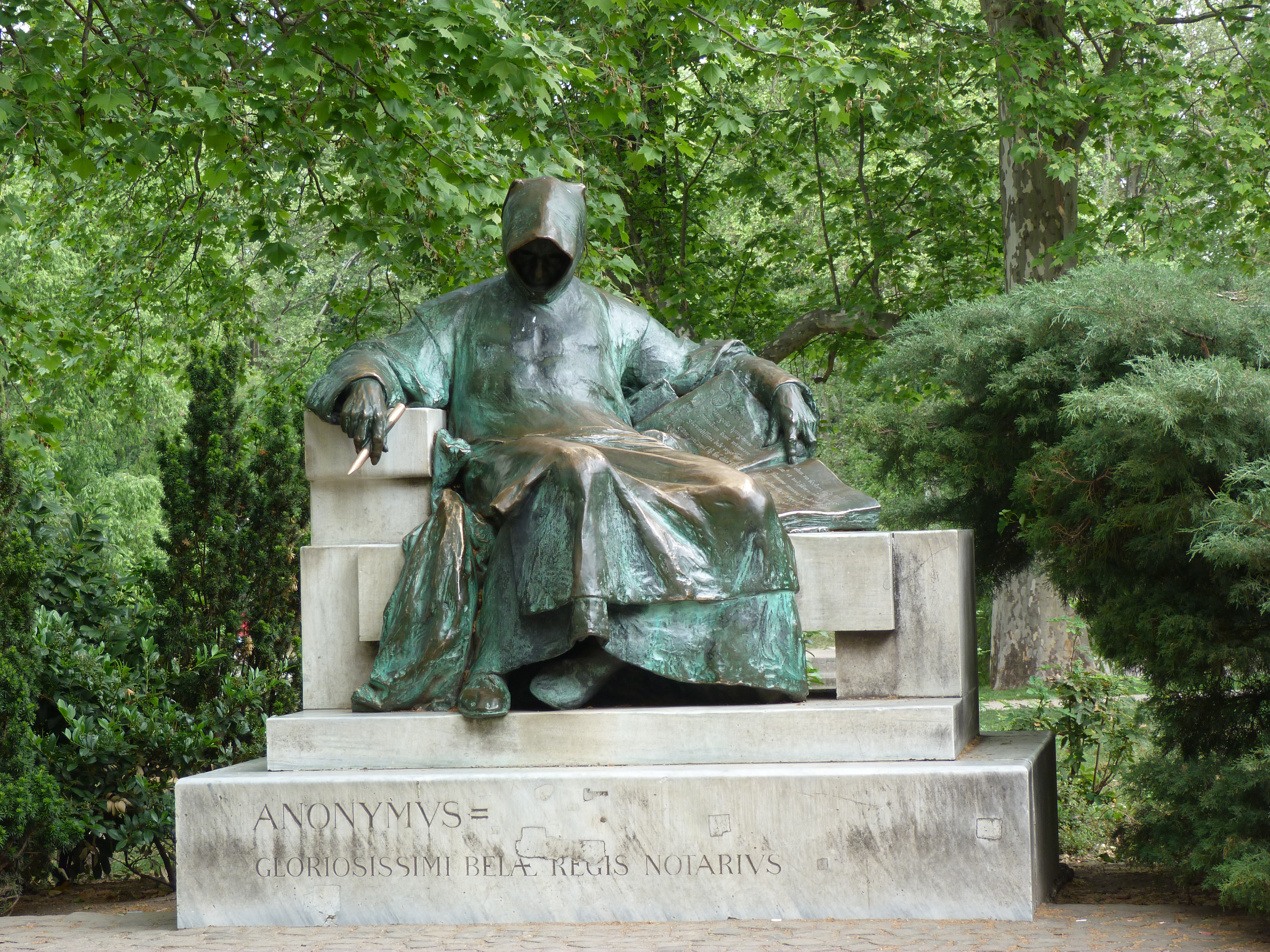
Denkmal des Anonymus

Vor dem Landwirtschaftsmuseum, aber noch auf der Burginsel, befindet sich die 1903 von Miklós Ligeti entworfene Statue des Anonymus. Es wurde zu Ehren eines im 12./13. Jahrhundert lebenden anonymen Geschichtenschreibers hier errichtet, der im Auftrag von König Béla IV. die erste ungarische Chronik (lateinisch Gesta Hungarorum) niederschrieb.

## Eisbahn

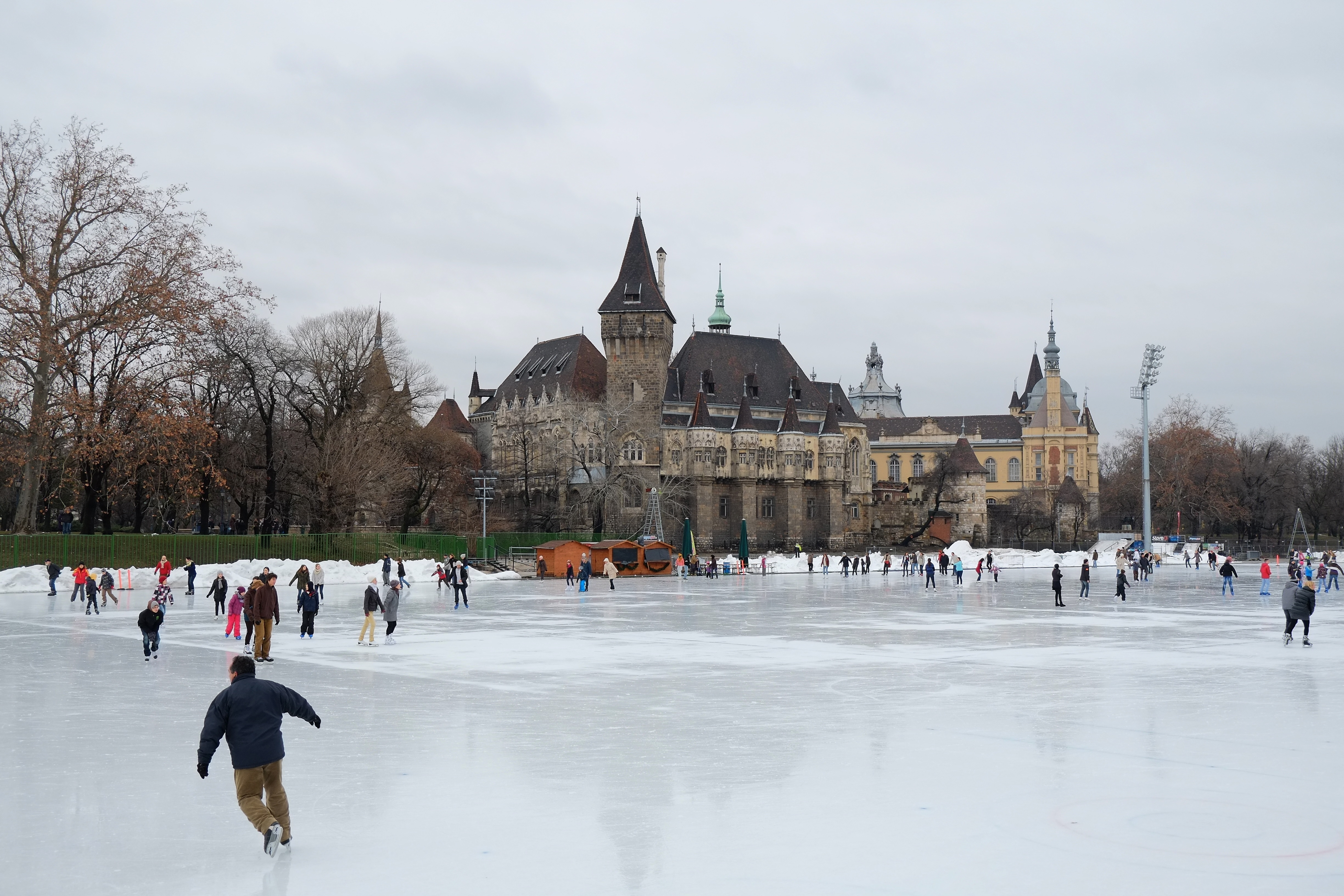
Eisbahn

Am 12. November 1869 gründete sich im Café Korona in Budapest der „Pester Verein für Schlittschuhläufer“. Zeitgleich wurde auch die erste Eisbahn der Hauptstadt auf dem See des Stadtwäldchens eröffnet. Erst gab es nur einen kleinen Pavillon, in dem sich die Eisläufer aufwärmen konnten. Der Zuspruch war aber bald so groß, dass der Verein regelmäßig Veranstaltungen und Feste ausrichtete. So unter anderem auch den ersten Schlittschuhwettkampf der Stadt am 2. Februar 1870. Später, als Buda und Pest sich zu Budapest vereinten, wurde der „Pester Verein für Schlittschuhläufer“ in „Budapester Verein für Schlittschuhläufer“ umbenannt. Der erste Präsident des neuen Vereins war Graf Manó Andrássy.
Die Popularität dieser neuen Attraktion stieg weiter, und so wurde überlegt, den viel zu kleinen hölzernen Pavillon durch einen neuen zu ersetzen. Die durchgeführte Ausschreibung gewann der noch unbekannte ungarische Architekt Ödön Lechner. Er entwarf für sein Erstlingswerk einen Zweckbau aus Holz mit je einem Ankleideflügel für die Damen und einen für die Herren sowie einem von allen zu nutzenden Saal zum Aufwärmen. Dieses neue Gebäude wurde 1895 erweitert.
Zur Förderung des Sports wurde am 26. November 1926 die Kunsteisbahn (Műjégpálya) eröffnet, die es den Sportlern ermöglichte, 105 Tage während des Winters im Stadtwäldchen zu trainieren. Nach Zerstörung im Zweiten Weltkrieg musste die Kunsteisbahn 1944 für eine Saison geschlossen werden und konnte erst nach langer Rekonstruktion 1945 teilweise wieder eröffnet werden.
Folgende Welt- und Europameisterschaften wurden auf der Kunsteisbahn ausgetragen:
- Eiskunstlauf-Europameisterschaft 1895
- Eisschnelllauf-Mehrkampfeuropameisterschaft 1895
- Eisschnelllauf-Mehrkampfeuropameisterschaft 1909
- Eishockey-Europameisterschaft 1929
- Eiskunstlauf-Weltmeisterschaften 1929 (Damen und Paarlauf)
- Eiskunstlauf-Weltmeisterschaften 1935 (Herren und Paarlauf)
- Eiskunstlauf-Weltmeisterschaften 1939 (Herren und Paarlauf)
- Eiskunstlauf-Europameisterschaften 1955
- Eiskunstlauf-Europameisterschaften 1963
- Eisschnelllauf-Mehrkampfweltmeisterschaft 2001
- Bandy-Weltmeisterschaft 2004, Bruppe B
- Bandy-Weltmeisterschaft der Damen 2007
- Eisschnelllauf-Mehrkampfeuropameisterschaft 2012

## Széchenyi-Heilbad

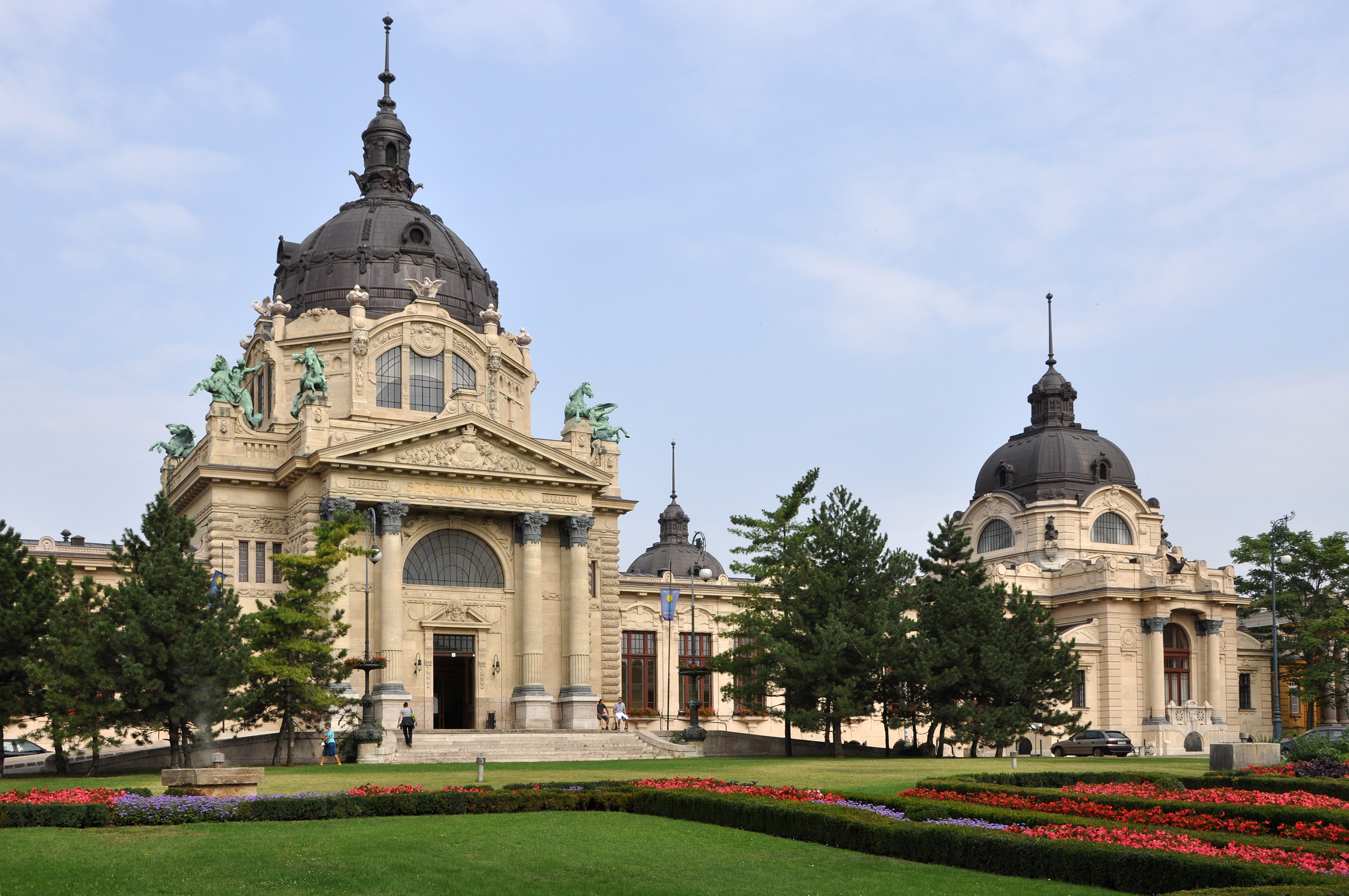
Széchenyi-Bad

Das Széchenyi-Bad (Széchenyi-gyógyfürdő) wurde 1881 eröffnet und gehört heute zu den beliebtesten Bädern in Budapest. Es befindet sich im nördlichen Teil des Stadtwäldchen (Lage) und besteht aus drei Freibecken und einem im neobarocken Stil erbauten Hallenbad mit Thermal- und Therapiebereich.

## Zoologisch-Botanischer Garten

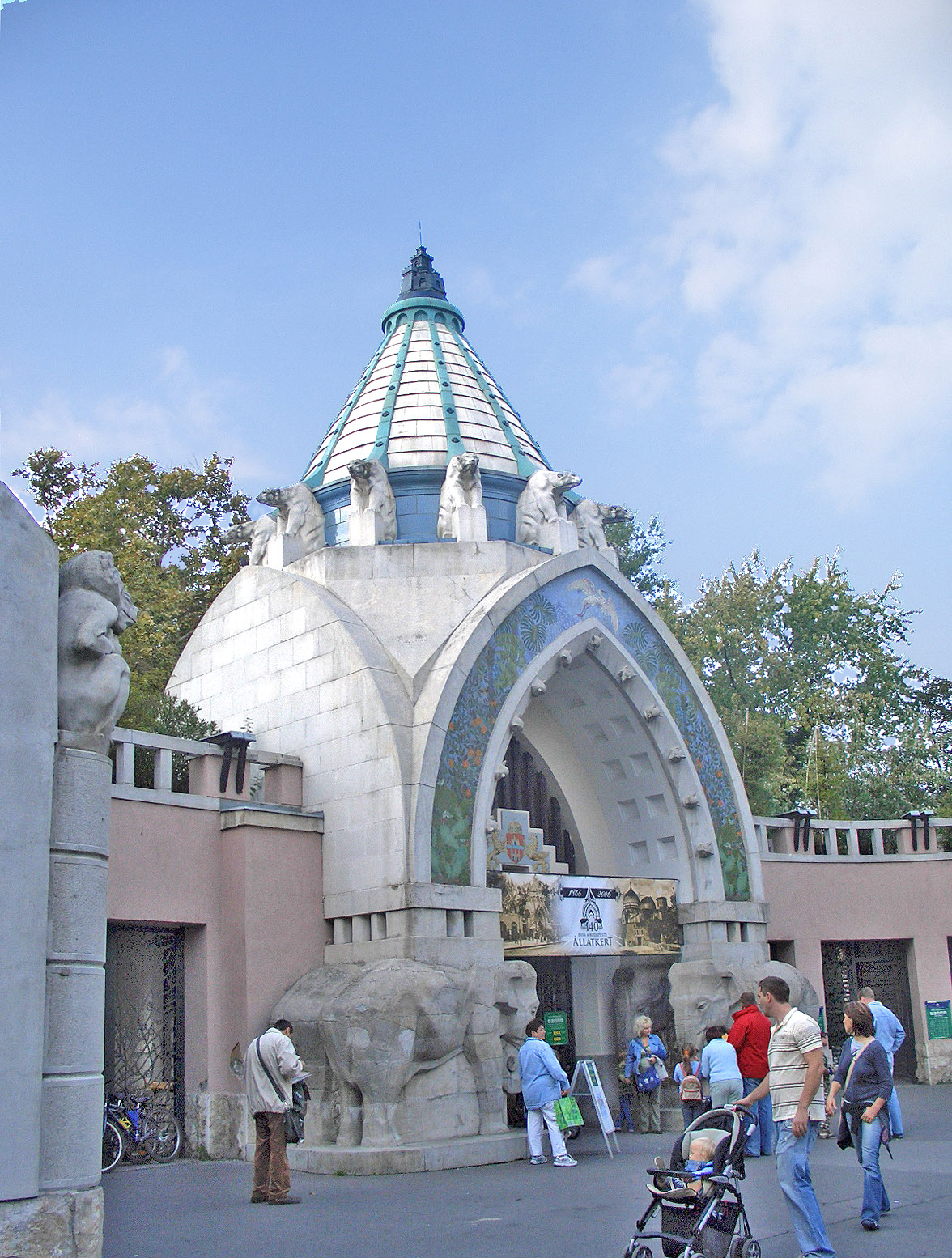
Eingang zum Zoologischen Garten

Der Zoologisch-Botanische Garten (Fővárosi Állat- és Növénykert) befindet sich an der nordwestlichen Seite des Stadtwäldchens (Lage). Bereits 1840 kamen in Budapest die ersten Überlegungen auf, einen Zoologischen Garten zu gründen. Doch erst ab 1859 wurden konkrete Überlegungen angestellt, wie dieses zu realisieren wäre. Entstanden ist er schließlich aus einer privaten Initiative von vier Wissenschaftlern: József Szabó (Dozent), József Gerenday (Direktor des Botanischen Gartens), Ágoston Kubinyi (Direktor des Nationalmuseums) und János Xántus (Sammler und Zoologe). Um die notwendigen finanziellen Mittel zu bekommen, wurden die Aktienfirma Zoologischer Garten gegründet und Gespräche mit der Stadt Pest über mögliche Orte für einen Zoologischen Garten geführt. Die Stadtverwaltung Pests schlug zwei Grundstücke vor, die sich beide im Stadtwäldchen befanden. Auf Anraten des Wiener Professors Gustav Jäger fiel die Entscheidung zugunsten des im Westen des Stadtwäldchens gelegenen Grundstücks. Am 5. September 1865 wurde ein 30-jähriger Pachtvertrag mit der damals noch selbständigen Stadt Pest zu einer Jahresmiete von einem Goldstück abgeschlossen.
Als Architekt konnte der renommierte Antal Szkalnitzky gewonnen werden. Am 9. August 1866 wurde der Budapester Zoologische Garten erstmals eröffnet und zählt daher heute zu den ältesten Zoologischen Gärten Europas. Dieser zählte etwa 500 Tiere, zugekauft und gespendet. So wurden unter anderem einige Tiere vom Tiergarten Schönbrunn in Wien überlassen. Ein besonderes Geschenk kam von Königin Elisabeth, die dem Zoo 1869 eine Giraffendame schenkte, die überraschend im selben Jahr noch Nachwuchs in den Zoo brachte.
In den ersten Jahren wurde im Zoologischen Garten eine Spezialisierung auf bestimmte Tierarten versucht, darunter Affen, Papageien, Greifvögel und Wild. Da dieses Vorhaben nicht die benötigten Besucherzahlen brachte, überlegte sich Zoodirektor Károly Serák neue Wege, den Zoo attraktiver zu machen. Diese Ideen brachten ihm jedoch viel Kritik ein. So wurden Angebote wie Zoo-Lotterie, Akrobaten, Seiltänzer und Feuerspucker als nicht angemessen für einen Zoologischen Garten gesehen. In der Rückschau ist anzunehmen, dass gerade durch diese Maßnahmen das Überleben des Zoos gesichert wurde.
Anfang des 20. Jahrhunderts glich der Budapester Zoo in vielen Aspekten anderen europäischen Zoos. So wurden sehr viele Tiere in für heutige Verhältnisse viel zu engen Käfigen gehalten, und der Schwerpunkt lag eher darauf, neue Tierarten anzuschaffen, als die Verhältnisse für die bereits vorhandenen Tierarten zu verbessern. In den darauf folgenden Jahrzehnten musste der Zoo viele Schwierigkeiten durchstehen. Er wurde geschlossen und wieder eröffnet und stand mehrmals vor dem Bankrott. 1909 bis 1912 wurde der Garten um Gehege und Tierhäuser erweitert. Aus dieser Zeit sind jedoch bis heute nur wenige Gebäudeteile erhalten, so unter anderem ein moscheeartiges Elefantenhaus und das von Károly Kós erbaute Vogelhaus, das an die reformierte Kirche in Magyarvalkó erinnert. Károly Kós ließ sich in seinen Bauten vor allem von der volkstümlichen Baukunst Siebenbürgens inspirieren. Auch bei der Gebäudearchitektur versuchte er stets einen Bezug zu den entsprechenden Tieren zu finden.
Insgesamt hat der Zoo seit seiner Eröffnung 100 Millionen Besucher empfangen. Heute sind es jährlich etwa eine Million Besucher. Damit ist er in Ungarn die meistbesuchte Kultureinrichtung des Landes. Insgesamt leben hier heute über 4000 Tiere aus 500 Arten sowie etwa 2000 Pflanzenarten. Die letzte große Renovierung fand 2004 statt, wonach auch das unter Denkmalschutz gestellte Aquarium wieder für Besucher eröffnet wurde. Etwas Besonderes ist bis heute das Palmenhaus mit seinen Vögeln, Fledermäusen und Alligatoren. Mit seinen teilweise mehrere hundert Jahre alten Platanen und Ginkgos steht hier ein großes Tropenhaus.

## Hauptstädtischer Großzirkus

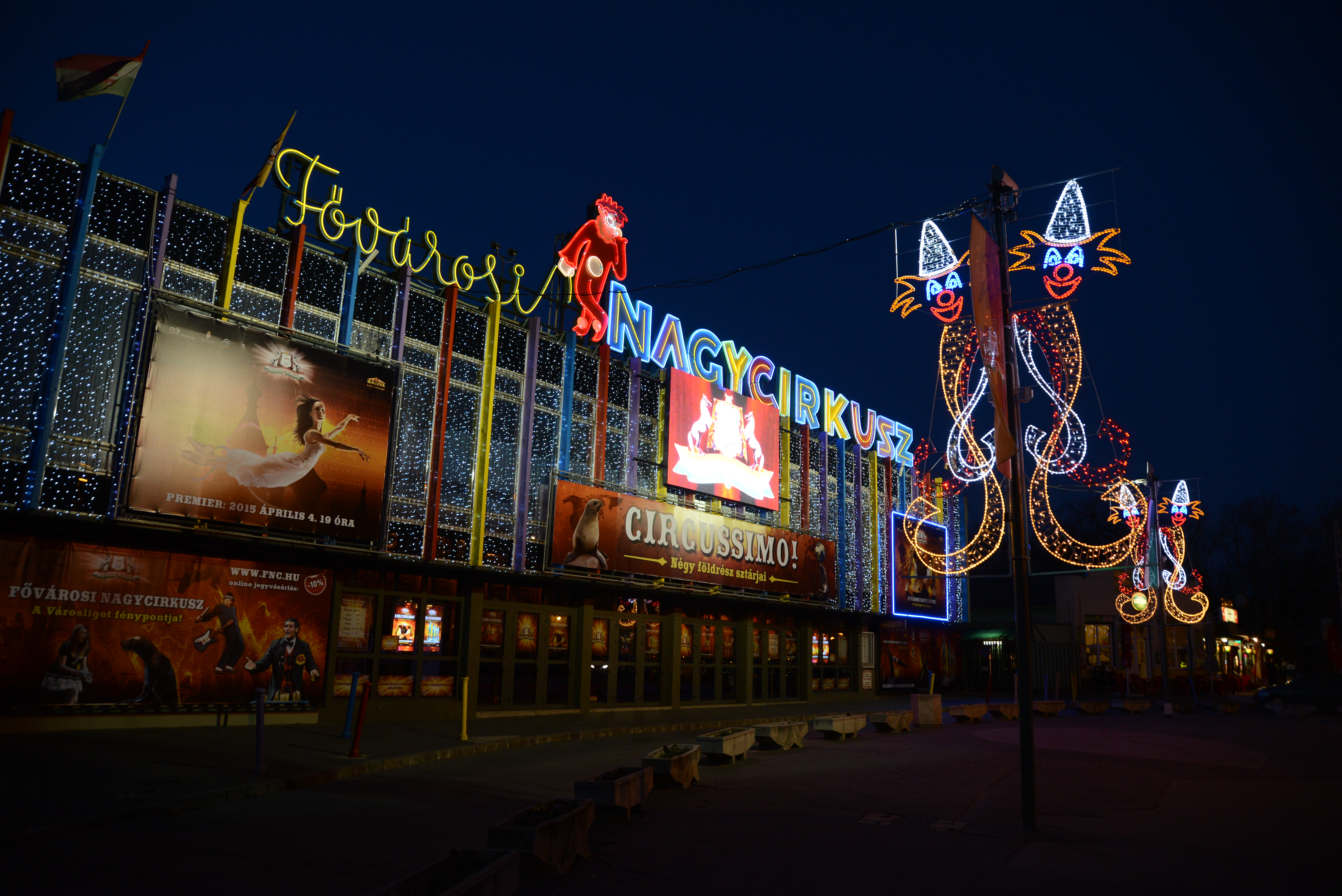
Nagycirkusz bei Nacht

Der Hauptstädtische Großzirkus (Fővárosi Nagycirkusz) am Ostrand des Zoologisch-Botanischen-Gartens und gegenüber dem Széchenyi-Bad (Lage) gehört mit 320.000 Besuchern im Jahr zu den meistbesuchten Einrichtungen dieser Art in Europa. Eröffnet wurde das seinerzeit aus Wellblech und Eisenfachwerk bestehende Zirkusgebäude am 7. Mai 1891 durch den deutsch-holländischen Zirkusdirektor Ede Wulff. Da sich das Gebäude damals noch innerhalb des Zoologischen Gartens befand, konnte der Zirkus nur mit einer Eintrittskarte des Zoos besucht werden. Obwohl sich die Gebäudegröße seit der Gründungszeit nicht verringert hat, fasste der Zirkus damals 2290 Besucher, wohingegen heute 1850 Plätze zur Verfügung stehen.
In den folgenden Jahren war das Etablissement sehr erfolgreich und spielte immer öfter vor ausverkauftem Haus – bis 1896 der Vergnügungspark Ősbudavára in unmittelbarer Nähe, ebenfalls auf dem Gelände des Zoologischen Gartens, seine Pforten öffnete. Direktor Ede Wulff war bereits 1895 aus dem Zirkus ausgeschieden und hatte die Pacht an den Zoologischen Garten übergeben. In den nächsten Jahren hatte es der Zirkus schwer, in Konkurrenz des Vergnügungsparks mit seinen berühmten Artisten und Attraktionen zu bestehen. Nach langem Hin und Her fand sich ein neuer Mieter: Der Clown und Kunstreiter Mátyás Beketow mietete 1904 den Zirkus und begann ihn aus seinem Privatvermögen zu renovieren.
Ein paar Monate später, am 30. April 1904, wurde der Zirkus wiedereröffnet. 1908 wurde das Gebäude schließlich an seinen heutigen Platz östlich des Zoologischen Gartens verlegt. In den 1920er Jahren wurde Sándor Könyöt als neues Mitglied der Zirkusfamilie neuer Partnerdirektor im Beketow-Zirkus. Die erfolgreiche Ära von Mátyás Beketow als Direktor endete 1935, als die Stadtverwaltung den Zirkus erneut zur Pacht ausschreiben ließ.
Den Zuschlag bekam György Fényes, der zuvor bereits den Kleinen Zirkus im Stadtwäldchen geleitet hatte. Im Juli 1936 fand unter Fényes die Uraufführung des neu erarbeiteten Programms statt. Viele berühmte und international anerkannte Künstler boten in den darauf folgenden Jahren unter Fényes ihre Künste im Zirkus dar, unter anderem der Musikclown Gábor Eötvös, den selbst Charlie Chaplin hoch schätzte. 1944 musste György Fényes den Spielbetrieb einstellen, da wegen zunehmender Bombardierungen die Stadtverwaltung gezwungen war, die Spielerlaubnis für den Großzirkus zurückzuziehen.
1950 wurde die Staatliche Artistenschule gegründet, womit die Grundlagen für eine Wiedereröffnung des Großzirkus gelegt waren. 1954 gründete sich das Staatliche Zirkus-Unternehmen, das bis heute die Leitung des Zirkus innehat. Später wurde es in  Ungarische Zirkus und Varieté Kht. (MACIVA) umbenannt. 1955 öffnete der Großzirkus schließlich wieder regelmäßig seine Pforten, und die Besucher konnten sich die Vorstellungen der nun diplomierten Artisten anschauen.
Am 15. März 1966 kam es zur zweiten längeren Schließung des Zirkus, da das baufällig gewordene Zirkusgebäude abgerissen und durch ein neues ersetzt wurde. Dem Neubau wird nachgesagt, dass er von außen wenig an einen Zirkusbau erinnert, weil wesentliche Stilelemente fehlen. Im Inneren jedoch zeigt er den typischen Charme einer klassischen Zirkusmanege. Eine Besonderheit besteht darin, dass die Sitzplätze des Publikums fast die 360° des Rondells einnehmen. Nur der Bereich über dem Künstlereingang ist, wie in Zirkuszelten, für die hauseigene Zirkusband reserviert. Geleitet wurde der Zirkus bis 1966 von Miklós Göndör, Rezső Árvai und Lajos Fekete. Nach mehrjähriger Bauzeit eröffnete das Haus Anfang 1971 unter Eötvös Gáborné. Gáborné, aus der berühmten Picard-Dynastie, war die bis dahin einzige Zirkusdirektorin. Später wurde sie von Tamás Radnóti abgelöst, der wiederum 1988 durch István Kristóf ersetzt wurde. Dieser hat bis heute das Direktorenamt inne.
Die erfolgreichsten Jahre des Zirkus waren zu Ende des 19. Jahrhunderts, da vor allem die zahlenmäßig wachsende Oberschicht ihm und dem Stadtwäldchen gern einen Besuch abstattete. Derzeit plant man notwendige Renovierungen, darunter auch eine Kuppel, um Ausstattung wie in anderen Zirkussen unterzubringen.
Da sich der Budapester Zirkus kein Winterquartier suchen muss, kann er sein Programm ganzjährig darbieten. In den letzten Jahren wurden noch zusätzliche Veranstaltungen, wie klassische Konzerte, Modeschauen, Bankette, Sportveranstaltungen, Tanz-, Theater- und Operettenaufführungen in den Programmplan aufgenommen.

## Vergnügungspark
Der Vergnügungspark (Vidámpark) in der Nordecke des Parks zog über eine Million Besucher im Jahr mit verschiedenen Attraktionen an, zum Beispiel dem Riesenrad, dem verhexten Schloss (Elvarázsolt kastély), dem 1906 erbauten Karussell (Körhinta) und der 1922 errichteten, einen Kilometer langen Achterbahn (Hullámvasút) mit Holzkonstruktion sowie weiteren Einrichtungen. Der 1950 gegründete Vidámpark erstreckt sich auf einer Fläche von 6,5 Hektar. Hervorgegangen ist er aus dem Wurstels und dem Englischen Park. Den Besuchern werden mehr als 40 Fahrgeschäfte geboten. Fünf davon, darunter die oben genannten Einrichtungen Achterbahn, Karussell und Verhextes Schloss, stehen unter Denkmalschutz. Das verhexte Schloss, mit Spiegellabyrinth und bebenden Sesseln, brannte Anfang der 1980er Jahre aus und wurde 1987 nach den Plänen von Ferenc Török und Antal Puhl wieder aufgebaut.
Der Park hatte in den 90er Jahren immer wieder mit Finanzproblemen zu kämpfen und wurde sogar schon einmal geschlossen. Das Konzept wurde dann dahingehend geändert, dass der Park keinen Eintrittspreis mehr erhoben hat, sondern dass die Attraktionen, die man nutzen wollte, separat bezahlt werden mussten. Letztendlich konnte dieses Konzept den Park auch nicht mehr retten und somit wurde der Park 2013 endgültig geschlossen. Das Gelände wurde 2014 an den angrenzenden Budapester Zoo angegliedert. Daraus entstand der sogenannte Holnemvoltpark (Park „Es war einmal“), eine Mischung aus Zoo, Streichelzoo und Vergnügungseinrichtung mit Fahrgastgeschäften aus dem Bestand des ehemaligen Vidámparks.

## Restaurant Gundel
Das im Jugendstil erbaute Restaurant Gundel ist eines der ältesten und renommiertesten Restaurants der Stadt und genießt bis heute international einen besonderen Ruf. Es liegt in der Állatkerti út 2, im nordöstlichen Teil des Stadtwäldchens, gleich neben dem Museum der Bildenden Künste und dem Botanisch-Zoologischen Garten. Seine herausragende Stellung beweist eine Meldung der New York Times von 1939: „Das Restaurant Gundel macht für Budapest bessere Werbung als es eine Schiffsladung Touristenbroschüren dies könnte.“

## Verkehrsmuseum

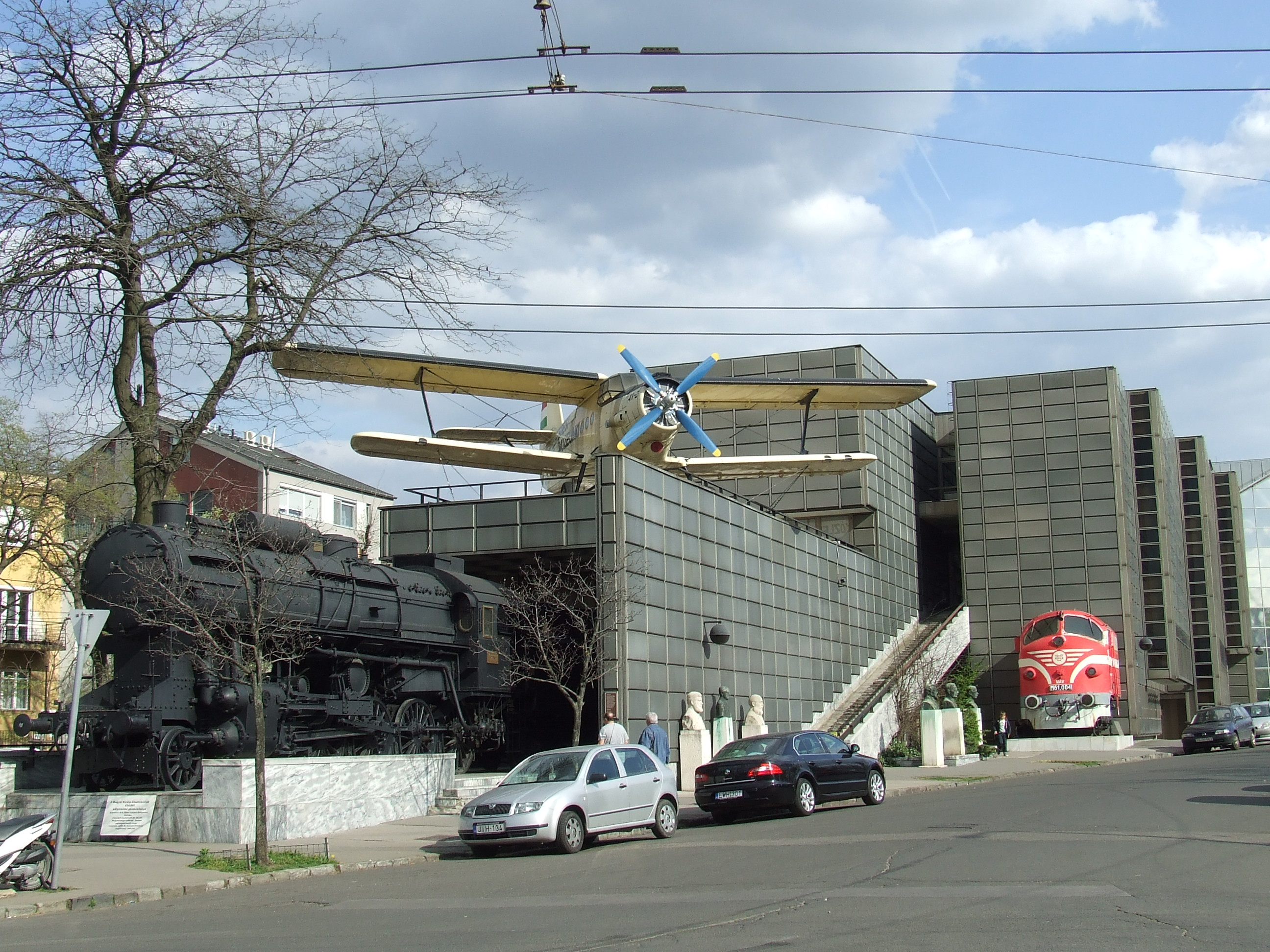
Verkehrsmuseum

Das ungarische Verkehrsmuseum (Közlekedési Múzeum) ist in einem Zweckbau in der Városligeti körút 11, am Ostrand des Stadtwäldchens untergebracht. Es ging aus einer Schau anlässlich der Millenniumsfeierlichkeiten 1896 hervor und stellt auf 8.000 m² anschaulich die Entwicklungen im Verkehrswesen von der Antike bis in die Neuzeit dar. Zu finden sind hier auch Modelle alter Donau- und Balatonschiffe sowie Lokomotiven und Fluggeräte. Den Grundstock der Sammlung bilden die zu den Millenniumsfeierlichkeiten gezeigten Exponate. Darauf baut das drei Jahre später gegründete Verkehrsmuseum auf. Im Zweiten Weltkrieg wurde das Museum schwer beschädigt, so dass es erst 1966 wiedereröffnet werden konnte. 1987 wurde das Gebäude erweitert. Die Dauerausstellungen im Museum bilden den gesamten Bereich Verkehr und Verkehrswesen der letzten 100 Jahre ab. So finden sich hier Ausstellungen wie „100 Jahre staatliche ungarische Schifffahrt“, „100 Jahre ungarisches Autofahren“, „Geschichte des Straßenverkehrs“, „Geschichte des Stadtverkehrs“ und „Geschichte der Dampflokomotive“.
Das Museum ist bis 2019 geschlossen und wurde komplett abgerissen. Es entsteht auf dem Gelände ein Neubau.

## Baupläne
Vor einigen Jahren entschied die Regierung, dass im Rahmen eines Megaprojektes im Stadtwäldchen fünf neue Museumsgebäude entstehen sollen: die Ungarische Nationalgalerie, das Ethnographische Museum, das Haus der Ungarischen Musik, das Museum der Ungarischen Fotografie und das Ungarische Architekturmuseum. Dies hat das Parlament sogar schon gesetzlich verankert, obwohl seit Bekanntwerden der Pläne zahlreiche Budapester Bürger, Zivilorganisationen, Umweltaktivisten und Architekten gegen diese Entwicklung protestieren. So fand beispielsweise im September des Jahres 2015 auf der Andrássy út in Richtung Parlament eine Großdemonstration statt. Die Demonstranten übergaben Parlamentspräsident László Kövér 20.000 Unterschriften gegen die Megainvestition. Die Gegner argumentieren, zwar sollen die Gebäude des neuen Museumsquartiers aufgrund eines städtebaulichen Wettbewerbs überwiegend in den Randbereichen und teilweise auf bereits versiegelten Flächen entstehen. Dennoch würde sich die Bebauung des Stadtwäldchens von derzeit knapp sechs auf 12–13 Prozent verdoppeln. Im, an Wochenenden sowieso schon überlaufenen, Stadtwäldchen würden somit der Publikums- und Straßenverkehr, also die Lärm- und Umweltbelastung weiter ansteigen.
Die Regierung rechnet demgegenüber mit einer Erhöhung des Grünflächenanteils von 60 auf 65 Prozent. Bestimmte Gebäude entstünden anstelle von bereits bestehenden, so würde beispielsweise an der Stelle der Petőfi-Halle die neue Nationalgalerie entstehen. Der Aus- und Neubau von Museen, die Umgestaltung des Heldenplatzes und des Stadtwäldchens soll mit etwa 200 Mrd. Forint zu Buche schlagen, halb so viel wie ursprünglich geplant. Von der Tagesordnung genommen wurde inzwischen der Bau des neuen Architekturmuseums sowie des Museums der Ungarischen Fotografie. Neu hinzugekommen sind hingegen ein Parktheater sowie eine Tiefgarage. Die Ausschreibung für die Planung der neuen Nationalgalerie hat bereits Ende des vergangenen Jahres das japanische Architekturbüro SANAA (Sejima and Nishizawa and Associates) gewonnen. Die Galerie soll im Sommer 2019 eröffnet werden.

## Denkmäler
Auf dem Gelände des Stadtwäldchens befinden sich unter anderen Statuen mit den Bildnissen folgender Persönlichkeiten:
| - Ányos Jedlik - János Csonka - Andreas II. - Tétény vezér - Pál Vásárhelyi - Ignác Alpár - Anonymus | - Alexander Károlyi - Ladislaus der Heilige - Rudolf von Österreich-Ungarn - George Washington - Winston Churchill - Íjász |

## Bauwerke

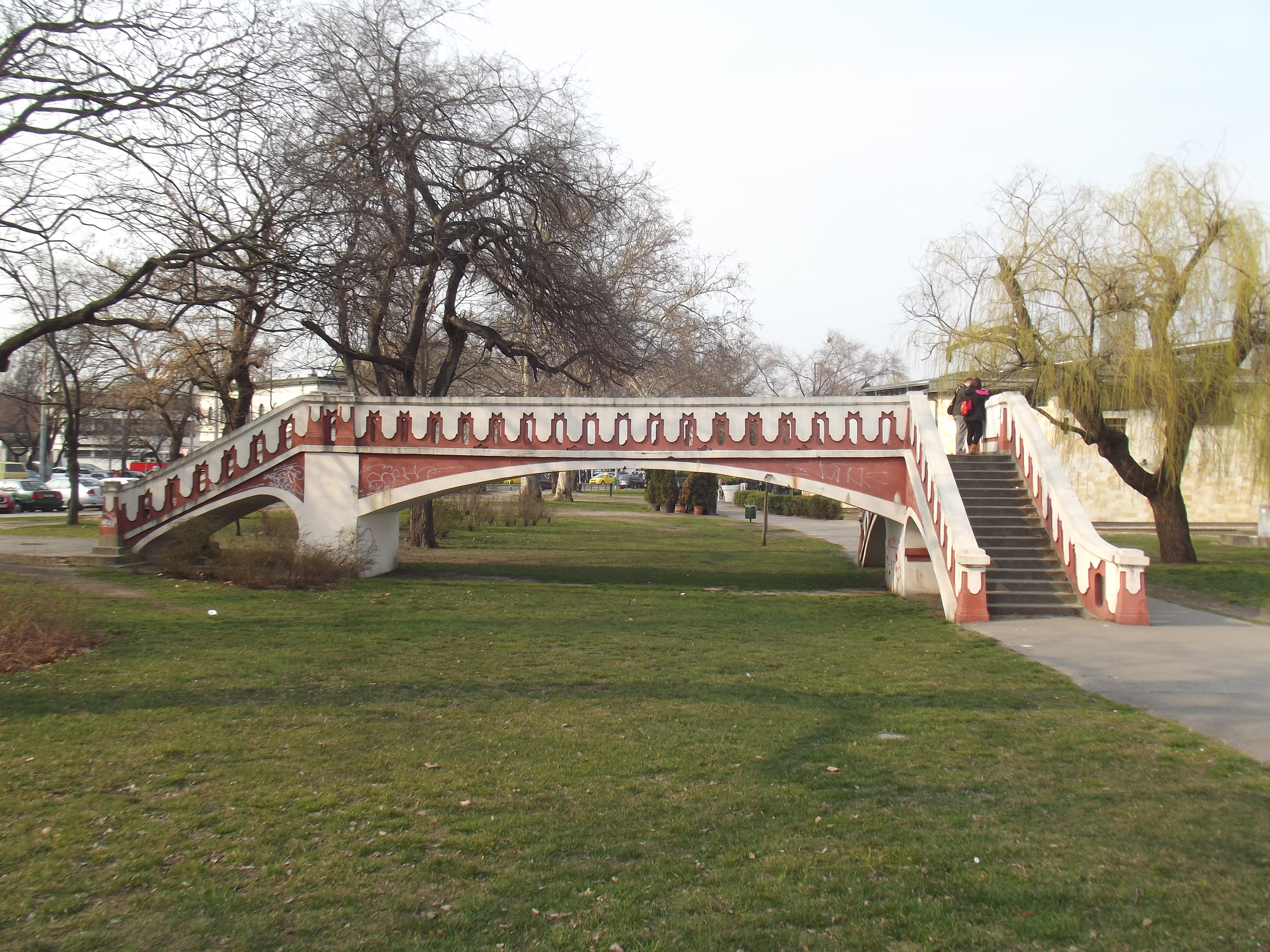
Die Wünsch híd

Die Zielinski-Brücke (ungarisch Zielinski híd, bis 1994 Millenniumsbrücke, ungarisch Millenniumi híd) ist eine Stahlbrücke im Stadtwäldchen. Die 1896 über die erste Budapester U-Bahn-Linie gebaute Wünsch híd blieb als erste Stahlbetonbrücke Ungarns bis heute erhalten.